# Boogie Woogie Country Man
Boogie Woogie Country Man är den amerikanska sångaren och pianisten Jerry Lee Lewis 30:e studioalbum, utgivet 1975. Albumet gavs ut på skivbolaget Mercury.

## Låtlista
| Nr           | Titel                                           | Text                                   | Längd |
| ------------ | ----------------------------------------------- | -------------------------------------- | ----- |
| 1.           | "I'm Still Jealous of You"                      | Jerry Foster, Bill Rice                | 3:08  |
| 2.           | "Little Peace and Harmony"                      | Ray Griff                              | 2:23  |
| 3.           | "Jesus Is On the Main Line (Call Him Sometime)" | Marijohn Wilkin                        | 2:09  |
| 4.           | "Forever Forgiving"                             | Mack Vickery                           | 2:14  |
| 5.           | "(Remember Me) I'm the One You Loves You"       | Stuart Hamblen                         | 2:55  |
| 6.           | "Red Hot Memories (Ice Cold Beer)"              | Tom T. Hall                            | 2:15  |
| 7.           | "I Can Still Hear the Music In the Restroom"    | Tom T. Hall                            | 2:32  |
| 8.           | "Love Inflation"                                | Sanger D. Shafer                       | 2:43  |
| 9.           | "I Was Sorta Wonderin'"                         | Bill Kearns, Moon Mullican, Dusty Ward | 2:37  |
| 10.          | "Thanks for Nothing"                            | Anthony Dobbins                        | 2:15  |
| 11.          | "Boogie Woogie Country Man"                     | T.J. Seals, Troy Seals                 | 3:44  |
| Total längd: | Total längd:                                    | Total längd:                           | 28:55 |